# Шола (река)
Шола (устар. Ломна) — река в Шольском сельском поселении Белозерского района Вологодской области России. Длина реки — 81 км. Площадь водосборного бассейна — 2460 км².
У истока несколько километров протекает по границе с Бабаевским районом.
Впадает в Белое озеро (бассейн Волги), до сооружения Шекснинской ГЭС на вытекающей из него реке Шексна впадала в реку Ковжа.
Берёт начало в озере Шольском (основной приток которого — река Великая, соединяющая его с Левинским озером) на высоте 144 метра. Течёт сначала на север, потом поворачивает на восток и придерживается этого направления до устья. Высота устья — 113,1 м над уровнем моря.
Основные притоки: Анбуй, Сойда, Базега, Большая и Малая Сепатка.
Недалеко от устья расположено село Зубово — центр Шольского сельского поселения. В нём находится пристань, до которой можно подняться из Белого озера.